# 金刚乙胺
金刚乙胺（Rimantadine）是一种抗病毒药，属于三环胺类，对A型流感病毒有预防和治疗作用，且作用强于金刚烷胺。金刚乙胺的中枢神经副作小于金刚烷胺。金刚乙胺通过抑制特异蛋白的释放，而干扰病毒脱壳，它能抑制逆转录酶而发挥抗病毒活性或抑制病毒特异性RNA的合成，但却不影响病毒的吸附和穿入。金刚乙胺在肾排泄前被代谢。

## 相关药物
- 金刚烷胺

## 外部連結
- U.S. FDA press release announcing rimantadine's approval （页面存档备份，存于）
- U.S. Center for Drug Evaluation and Research rimantadine description
- U.S. NIH rimantadine description （页面存档备份，存于）
- U.S. CDC flu anti-viral treatment information （页面存档备份，存于）